# Eugen von Finckh
Eugen Alexander Gustav Fritz Carl Emil von Finckh (* 27. März 1860 in Varel; † 13. Juli 1930 in St. Blasien) aus der adligen Familie derer von Finckh war Geheimer Oberregierungsrat und parteiloser Ministerpräsident des Freistaates Oldenburg von 1923 bis 1930.

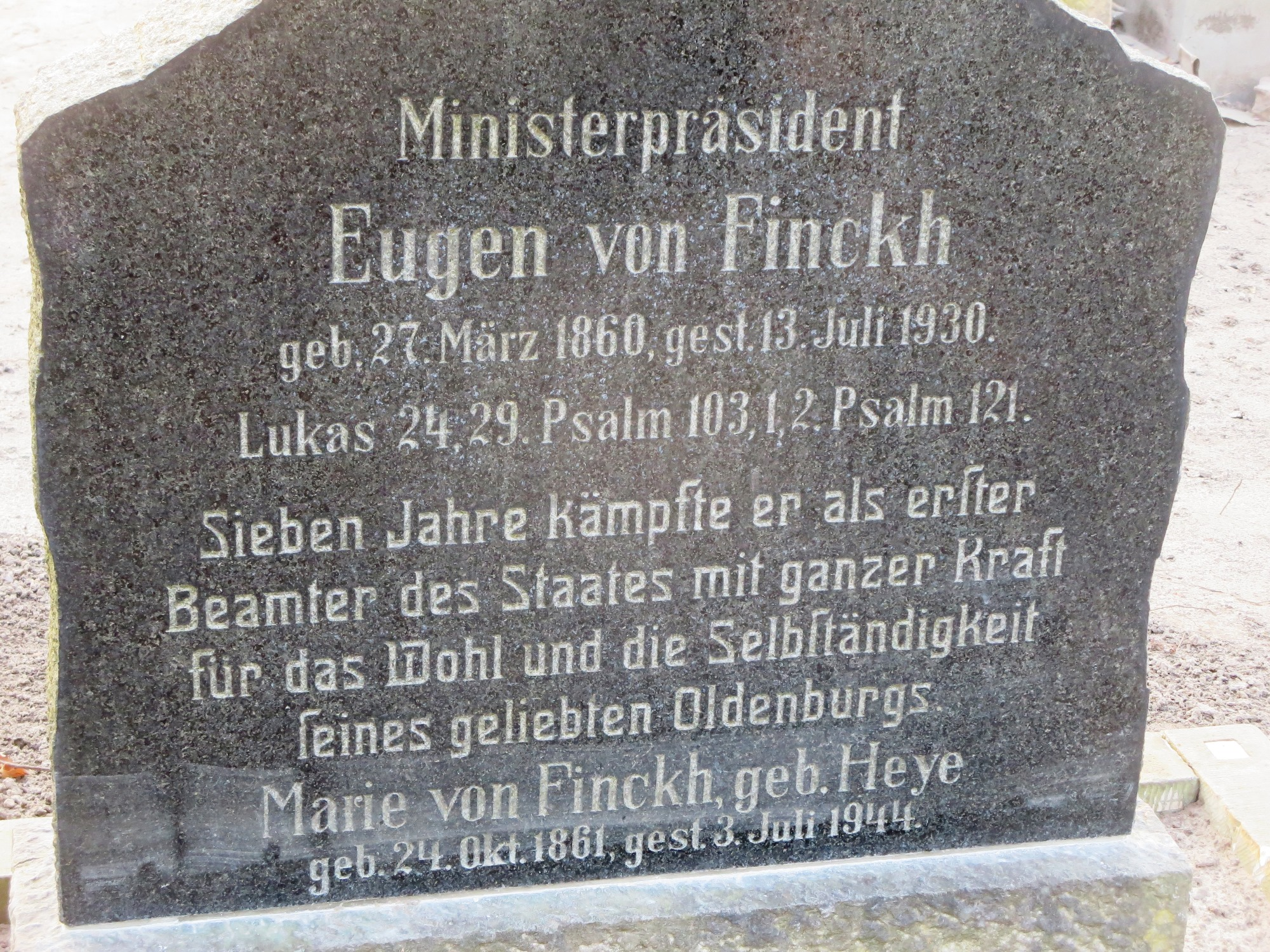
Grabstein auf dem Gertrudenfriedhof in Oldenburg

## Biographie

### Berufliche Laufbahn
Finckh entstammte einer angesehenen oldenburgischen Beamtenfamilie. Er war der Sohn des Obergerichtsdirektors Johann Daniel von Finckh (1807–1867) und dessen Ehefrau Maria geb. von Schietter (1824–1907). Im Jahre 1877 legte er das Abitur am Alten Gymnasium zu Oldenburg ab und war Mitglied der Schülerverbindung Camera obscura Oldenburgensis. Von 1877 bis 1881 studierte er Rechtswissenschaft an den Universitäten Göttingen, Straßburg und Berlin. Nach dem üblichen Vorbereitungsdienst trat er 1885 in den oldenburgischen Staatsdienst, in dem er rasch Karriere machte. Er war zunächst als Hilfsrichter in Vechta tätig und wurde 1890 zum Amtsrichter in Brake ernannt, wo er 1895 auch Vorsitzender des Seeamts wurde. 1898 kam er als Landgerichtsrat nach Oldenburg und wurde am 27. August 1900 Vortragender Rat im Staatsministerium mit dem Titel eines Ministerialrats. Wie den übrigen hohen Beamten wurden auch Finckh eine Reihe zusätzlicher Aufgaben übertragen. So war er vorübergehend als Oberstaatsanwalt tätig und wurde im Juni 1900 Mitglied des Oberkirchenrats der Evangelisch-Lutherischen Kirche in Oldenburg, dessen Vorsitz er im Februar 1904 übernahm. Im Januar 1910 erhielt er den Titel eines Präsidenten des Oberkirchenrats und wurde zum Geheimen Oberregierungsrat befördert.

### Politische Karriere
Finckh war schon fast am Ende seiner Dienstlaufbahn angelangt, als er am 17. April 1923 überraschend zum Ministerpräsidenten der ersten Beamtenregierung des Freistaats Oldenburg berufen wurde. Diese Regierung war notwendig geworden, um die nach dem Rücktritt des Kabinetts Tantzen im Oldenburgischen Landtag entstandene politische Pattsituation zu überwinden, in der weder die Politische Linke (SPD, DDP) noch die Politische Rechte (DNVP, DVP) ohne das Zentrum eine Regierung bilden konnten, dieses aber nicht zu einem Zusammengehen mit einer der beiden Gruppen bereit war. Als Ausweg bot sich die Bildung eines Übergangsministeriums an, das bis zu den Neuwahlen die Geschäfte führen und danach einer parlamentarischen Regierung Platz machen sollte. Diese Beamtenregierung wurde vom Landtag mit 29 Stimmen bei 15 Enthaltungen gewählt, der unter dem Vorsitz Finckhs als Ministerpräsidenten auch die beiden Ministerialräte Johannes Stein und Rudolf Weber angehörten. Finckh zeichnete neben seiner Tätigkeit als Ministerpräsident auch verantwortlich für die Bereiche Auswärtiges, Justiz, Schulen und Kirchen.
Die Wahlen vom Juni 1923 brachten nur geringfügige Verschiebungen der Mandatsverteilung. Das Zentrum, dem wieder die Mehrheitsbildung oblag, steuerte jetzt die Bildung einer Großen Koalition von der SPD bis zur DVP an, in der es allerdings das Amt des Ministerpräsidenten beanspruchte. Hierfür fand sich wiederum keine Mehrheit. So blieb nichts anderes übrig, als die zurückgetretene Regierung Finckh erneut als Übergangsministerium zu wählen. Die Verhandlungen zwischen den Parteien scheiterten in den folgenden Monaten an dem grundlegenden Dilemma, dass politisch arbeitsfähige Koalitionen (SPD, DDP) über keine Mehrheit verfügten, während die vom Zentrum angestrebte Große Koalition wegen der Unvereinbarkeit der politischen Ziele – die oldenburgische DVP stand politisch sehr weit rechts – kaum arbeitsfähig gewesen wäre. Als sich Zentrum und DDP im Frühjahr 1925 auf die Bildung eines Minderheitskabinetts einigten, das von der SPD toleriert werden sollte, lehnte Finckh es ab, dieser in seinen Augen schwachen Regierung Platz zu machen. Er nutzte die Möglichkeiten, die die Verfassung dem Staatsministerium bot, stellte die Vertrauensfrage und löste nach ihrer Ablehnung durch den Landtag das Parlament auf. Die Wahlen vom Mai 1925 ergaben wiederum keine eindeutige Mehrheit.
Das Zentrum vollzog jetzt eine Schwenkung nach rechts und einigte sich mit den im Landesblock zusammengeschlossenen beiden bürgerlichen Parteien DVP und DNVP auf das Fortbestehen der angeblich unpolitischen Regierung Finckh, die jedoch personell umgebildet wurde. Als Vertreter des Zentrums trat der Ministerialrat und Abgeordnete Franz Driver in das Kabinett ein, während der Landesblock den parteilosen, aber politisch den Deutschnationalen nahestehenden Ministerialrat Bernhard Willers in die Regierung entsandte, die dadurch einen quasi-parlamentarischen Anstrich bekam und nun über einen starken Rückhalt im Landtag verfügte.
Finckhs Ministerium betrachtete sich nun allerdings nicht als Vollzugsorgan der neuen Rechtskoalition, sondern verstand sich weiterhin als ein über den Parteien stehendes „unpolitisches“ Fachkabinett, das nach eigener Überzeugung längst den Charakter einer provisorischen Übergangslösung abgestreift hatte.
1928 gab es erneut Neuwahlen, nach denen Finckh seinen Rücktritt entschieden ablehnte, obwohl seine Regierung die Unterstützung der bisherigen Koalition verloren hatte. Er blieb bis zu seinem Tod am 13. Juli 1930 im Amt.
Seine Motive hierfür sind unklar, allerdings war wohl die Kombination aus zwei Gründen entscheidend: zum einen Finckhs prinzipielle Abneigung gegen eine Regierungsbeteiligung der linken Parteien, zum anderen die Befürchtung, dass diese beiden Parteien die geplante Reichsreform unterstützen und damit die Selbständigkeit Oldenburgs gefährden könnten. Hinzu kam aber zweifellos auch, dass Finckh sich inzwischen an die Ausübung der Macht gewöhnt hatte und nicht mehr bereit war, freiwillig auf sie zu verzichten.
Es lag im Charakter der Beamtenregierung, dass Finckh keine eigenen politischen Initiativen entfaltete, sondern sich im Wesentlichen darauf beschränkte, das Land zu verwalten, zumal in den Jahren nach 1928 die Weltwirtschaftskrise den ohnehin schmalen Handlungsraum der Regierung empfindlich einschränkte. Er selbst sah – wie seine Grabinschrift zeigt – sein Hauptverdienst in der Verteidigung des Landes Oldenburg gegen die vor allem seit 1927 einsetzenden Versuche einer Reichsreform und Länderneugliederung, bei der der zersplitterte Kleinstaat Oldenburg auf jeden Fall seine Selbständigkeit verloren hätte.

## Familie
Finckh heiratete am 26. Mai 1887 Marie Charlotte Caroline geb. Heye (1861–1944), der Tochter des Oberstleutnants Wilhelm Heye (1828–1899) und Schwester des späteren Generalobersten Wilhelm Heye, der von 1927 bis 1930 Chef der Heeresleitung in der Weimarer Republik war. Das Ehepaar hatte zwei Töchter und einen Sohn Otto (1898–1918), der in den letzten Tagen des Ersten Weltkrieges fiel.

## Weiteres
1928 wurde er Corpsschleifenträger der Brunsviga Göttingen.